# Diane-Adélaïde de Mailly-Nesle
Pour les articles homonymes, voir Mailly et Nesle (homonymie).
Diane Adélaïde de Mailly-Nesle, duchesse de Lauraguais, née à Paris, paroisse Saint Sulpice, le 13 janvier 1714 et morte dans la même paroisse, le 30 novembre 1769, fut l'une des maîtresses du roi Louis XV.

## Biographie
Fille de Louis III de Mailly-Nesle , capitaine-lieutenant des gendarmes écossais, commandant la gendarmerie, chevalier de l'ordre du Roi, (1689-1767), et de son épouse Armande Félice de La Porte Mazarin (1691-1729), Diane Adélaïde de Mailly est l'arrière-petite nièce du cardinal Jules Mazarin. Troisième des « sœurs de Nesle » (quatre des cinq sœurs sont devenues des maîtresses de Louis XV), elle a également une demi-sœur, Henriette, issue de la relation qu'entretient sa mère avec le prince de Condé.
Dame d'atours de Madame la Dauphine, elle sera remarquée par le roi, qui en fera sa maîtresse après ses deux sœurs aînées. Elle paraît n'avoir joui que d'une manière intermittente, des faveurs du roi. Les rumeurs de nuits passées par le roi avec deux sœurs l'obligent à quitter Versailles.
Elle épouse à Paris, paroisse Saint Sulpice, le 28 janvier 1743, Louis de Brancas, 5e duc de Villars-Brancas, duc de Lauraguais, pair de France, brigadier d'infanterie, (1743), maréchal de camp (1745), lieutenant-général des armées du Roi (1748), gouverneur des ville et château de Guise, chevalier de la Toison d'or (en 1745), (Paris, paroisse Saint Sulpice 5 mai 1714 - Paris 10 janvier 1794) . Il était veuf d'Adélaïde Félicité Geneviève d'O, morte en couches le 26 août 1735 à l'âge de 19 ans, dont il avait deux fils et se remaria en 1772 avec Catherine Frédérique Wilhelmine de Neukirchen. Il était le fils de Louis Antoine de Brancas, 4e duc de Villars-Brancas, et de Marie Angélique Frémyn, comtesse de Moras.
Elle accompagna sa sœur, Marie-Anne, duchesse de Chateauroux, à Metz.
Mère d'une fille morte enfant, Diane Adélaïde de Mailly meurt sans descendance.
Bibliophile, elle s'était constituée une bibliothèque de livres reliés à ses armes, accolées à celles de son époux.

### Sources et bibliographie
- Abbé Ambroise Ledru, Histoire de la Maison de Mailly, t. 1, Paris, Librairie Émile Lechevalier, 1893 (lire en ligne), p. 447.
- Christophe Levantal, Ducs et pairs et duchés-pairies laïques à l'époque moderne (1519-1790), Paris, Maisonneuve & Larose, 1996, 1218 p. (ISBN 2 7068 1219 2)